# Аларуп
Аларуп, още Хларуп или Хлароипт (на албански: Alarup), е село в Албания, в община Поградец, област Корча.

## География
Селото е разположено южно от Охридското езеро, до границата със Северна Македония, в западните склонове на Сува гора. Селото се намира на 1250 m надморска височина.

## История
Според Васил Кънчов („Македония. Етнография и статистика“) в XIX век Алярупъ или Хлароиптъ е албанско смесено християнско-мюсюлманско село в Старовска каза на Османската империя.
До 2015 година селото е част от община Чърава.

## Личности
Родени в Аларуп
- Георги Костов, български опълченец, ІIІ опълченска дружина, умрял преди 1918 г.[3]